# Clapham Rovers FC

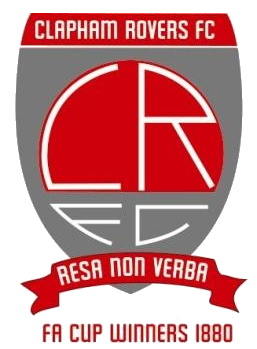
logo

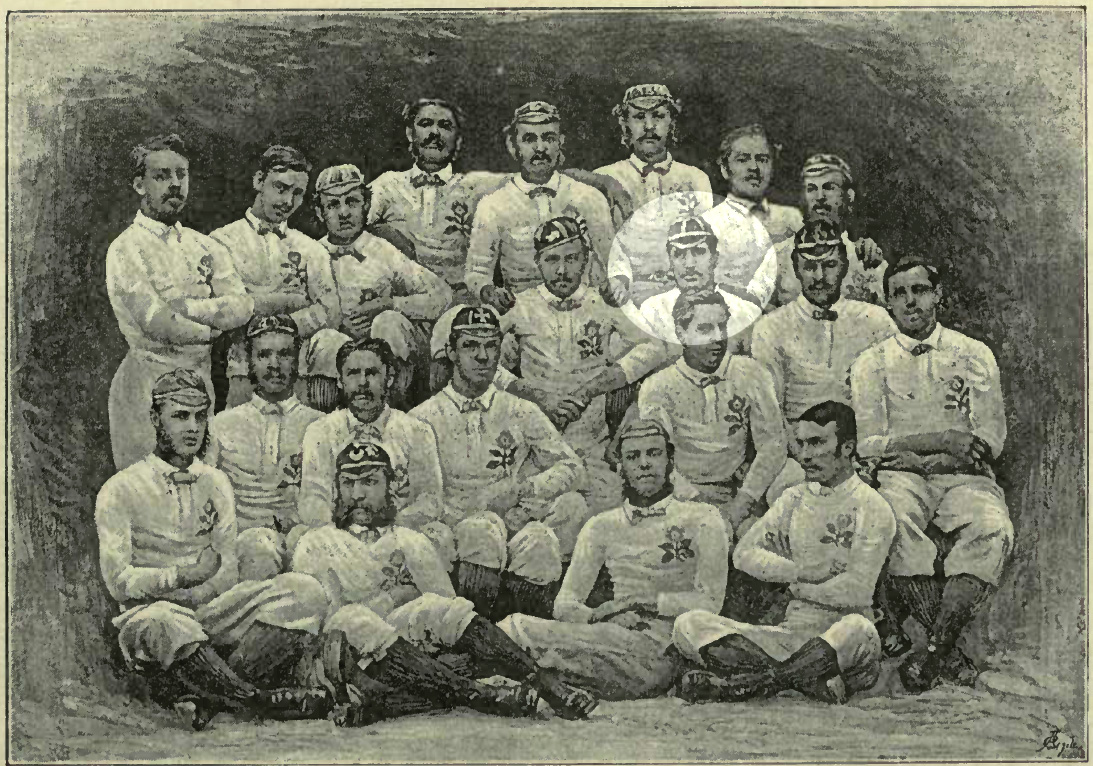
De Rovers in 1871

Clapham Rovers is een Engelse voetbalclub uit het Londense stadsdeel Clapham. 
De originele club werd in 1869 opgericht en bereikte 10 jaar later, in 1879, voor het eerst de finale van de FA Cup en verloor daar nipt met 1-0 van Old Etonians. Het volgende seizoen was het wel raak in de finale tegen Oxford University AFC. De originele club verdween, wanneer precies is niet meer bekend. Speler James F.M. Prinsep hield 125 jaar lang het record van jongste international ooit te zijn; hij wordt nog elk jaar herdacht.
Meer dan 100 jaar later, in 1996, werd de club heropgericht en speelde in de Sportmans Senior Sunday League Division 4. Daar promoveerde de club in 2005 en won ook in 2006 de Division 3.

## Erelijst
- FA Cup
  - Winnaar: 1880
  - Finalist: 1879